# Gmina Broager
Gmina Broager (duń. Broager Kommune) – w latach 1970-2006 (włącznie) jedna z gmin w Danii w okręgu południowej Jutlandii (Sønderjyllands Amt).
Siedzibą władz gminy było miasto Broager.
Gmina Broager została utworzona 1 kwietnia 1970 na mocy reformy podziału administracyjnego Danii. Po kolejnej reformie administracyjnej w roku 2007 weszła w skład nowej gminy Sønderborg.

## Dane liczbowe
- Liczba ludności: (♀ 3171 + ♂ 3119) = 6290
  - wiek 0-6: 8,3%
  - wiek 7-16: 15,3%
  - wiek 17-66: 63,6%
  - wiek 67+: 12,8%
- zagęszczenie ludności: 146,3 osób/km²
- bezrobocie: 3,7% osób w wieku 17-66 lat
- cudzoziemcy z UE, Skandynawii i USA: 238 na 10 000 osób
- cudzoziemcy z krajów Trzeciego Świata: 149 na 10 000 osób
- liczba szkół podstawowych: 2 (liczba klas: 44)